# Ешлі Тісдейл
Ешлі Мішель Тісдейл (англ. Ashley Michelle Tisdale; нар. 2 липня 1985, Дел, Нью-Джерсі, США) — американська авторка-виконавиця в стилі поп-рок та денс-поп, акторка, блогерка й телепродюсерка. Відома роллю Шарпей Еванс у серії фільмів «Шкільний мюзикл». 6 лютого 2007 Випустила свій дебютний альбом «Headstrong», який посів 5 місце на «Billboard 200», продаючись у 64,000 копій за перший тиждень. Чотири пісні «Be Good to Me», «He Said She Said», «Not Like That» і «Suddenly» стали синглами. 11 червня 2009 відбувся реліз другого студійного альбому — «Guilty Pleasure». Дві пісні з альбому стали синглами, а саме «It's Alright, It's OK» та «Crank It Up».

## Життєпис
Народилася в Уест Ділі, округ Монмут, Нью-Джерсі 2 липня 1985, у Лізи (до шлюбу Морріс) і Майка Тісдейл, директора будівельної компанії. Виросла в містечку Оушн Тауншип, Монмут. Її старша сестра Дженніфер Тісдейл — акторка, а її дідусь по матері, Арнольд Морріс, створив ножі моделі Ginsu. Через дідуся вона познайомилася з бізнесменом Роном Поупілом. 
- Ешлі Тісдейл тривалий час проживала в будинку батьків

## Кар'єра
У 3 роки зустріла свого чинного менеджера Білла Перлмана в торговому комплексі в Нью-Джерсі. Він посилав її на численні прослуховування для реклами, і вона дитиною знялася в понад 100 рекламах на національному кабельному телебаченні. 
Почала театральну кар'єру появою в Циганка: Музична Байка ' 'і Звук музики в Єврейському Громадському Центрі в окрузі Монмут. У 8 років пройшла кастинг на роль Козетти в бродвейському мюзиклі «Знедолені». «Коли я була маленька, я подивилася п'єсу» Знедолені «на Бродвеї, і я подумала, що це було найдивніше, що я коли-небудь бачила, тому я пішла до свого менеджера і сказала, що хочу зіграти цю роль», — сказала Тісдейл в інтерв'ю Newsday в 2007 році. Вона також мала один урок співу до того, як отримала роль. Тісдейл була на гастролях 2 роки з мюзиклом «Знедолені» до того, як отримала роль в міжнародному постановочному турі Annie. В 12 років Ешлі Тісдейл заспівала в Білому Домі для Президента Клінтона.

### 1997-2003
Наприкінці 1990-х і на початку 2000-х Тісдейл грала ролі в кількох телешоу, таких як The Hughleys, Smart Guy, 7th Heaven, Boston Public і Bette і в художніх фільмах як Пригоди Фліка і Донні Дарко. В останньому вона дебютувала на великому екрані відбувся в 2001 році. У цей час вона одночасно працювала моделлю Ford. За роль в Boston Public вона здобула нагороду у 2000 році Young Artist Award і номінації "Найкращий гість в телевізійній драмі".

### 2004-2006
У 2004 році вона отримала роль підлітки-продавчині цукерок Медді Фіцпатрік в серіалі Disney Channel Життя Люкс Зака і Коді, прем'єра якого відбулася в березні 2005 року і фінал в 2008 році. Пізніше вона отримала свою першу нагороду у Великій Британії Nickelodeon Kids Choice «Найкраща телевізійна акторка".
Хоча Disney Channel Original Movie, виробники фільму Шкільний мюзикл, спочатку не брали її на роль через її "образ хорошої дівчинки" на The Suite Life, Тісдейл врешті отримала роль популярної самозакоханої учениці середньої школи Шарпей Еванс в 2006 році. Щоб підготуватися до ролі, Тісдейл дивилася фільм «Паскудне дівча», зокрема приділяючи увагу грі Рейчел Мак-Адамс. Шкільний мюзикл став найпопулярнішим фільмом Disney Channel в цьому році, з 7,7 млн глядачів в США в Прем'єрній трансляції. Саундтрек, в якому Тісдейл узяла участь, став найпродаванішим альбомом в США в цьому році. Тісдейл стала першою жінкою-мисткинею, хто дебютувала з двома піснями одночасно на Billboard Hot 100 з "Те, що я шукав» та «Bop до вершини", як треки з фільму. Через популярність ролі в Шкільному мюзиклі Ворнер Бразерс Records підписали з нею контракт на контракт і в липні 2006 року вона почала працювати над своїм дебютним альбомом.

### 2007-2009
У лютому 2007 року Ешлі Тісдейл випустила свій перший сольний альбом «Headstrong» (пер. «Упертий»). Альбом був сертифікований як Золотий в США, дебютний альбом дебютував 5 рядком в Billboard 200, продавши 64 000 копій за один тиждень. «Be Good To Me» вийшов як перший сингл з альбому в грудні 2006 року, «He Said She Said» був другим синглом у вересні 2007 року. 2008 року «Not Like That» і «Suddenly» вийшли синглами в певних країнах, США не включили. Музичний DVD із заголовком "Дещо про Ешлі" вийшов услід за релізом дебютного альбому з трьохпісенною трилогією, що містить кліпи та документальний фільм про створення Headstrong.
На початку 2006 року вона брала участь в інтернаціональному проєкті "Шкільний мюзікл: Концертний тур", виконуючи пісні з кінофільму та три пісні зі свого дебютного альбому. Тісдейл знову зіграла Шарпей Еванс у фільмі "Шкільний мюзикл 2: Канікули", другому з серії фільмів, і проявила свої вокальні дані в кількох треках до саундтреку фільму. Фільм переглянули 17 мільйонів осіб у ніч прем'єри, і він став найпопулярнішим фільмом на кабельному телебаченні. Тісдейл також озвучила Кендіс у мультсеріалі «Фінеас і Ферб» на каналі Disney Channel, а також створила саундтрек для нього. 
Ешлі Тісдейл створила власну продюсерську компанію в 2008 і назвала її Blondie Girl Productions. У Тісдейл була перша головна роль непопулярної підлітки Менді Гілберт у фільмі 2008 року на ABC Family «Крізь об'єктив», вона також стала виконавчою продюсеркою фільму, який переглянули 4,3 мільйона глядачів у дебютну ніч.
Тісдейл знову зіграла Шарпей Еванс в художньому фільмі кінокомпанії Walt Disney Pictures «Класний мюзикл: Випускний». За цю роботу вона здобула премію MTV Movie Award в номінації «Найкраща нова акторка» в 2009 і була схвалена критикою, включаючи Оуена Глейбермана з Entertainment Weekly, який назвав її однією з найвидатніших зірок кіно, і сказав, що її зображення Еванс робить «нарцисизм дурним, сліпучим задоволенням», а Марк Кермод сказав, що Тісдейл «Найкраща акторка другого плану» 2008 року. «Класний мюзикл: Випускний»заробив $ 42 мільйони у вітчизняній країні на перших вихідних прокату, які стали найкасовішими за музичний фільм. Тісдейл співала на відкритті першого Microsoft Store в Скоттсдейл (Аризона) в жовтні 2009.
Її другий студійний альбом Guilty Pleasure вийшов 2009 року. Тісдейл описала його, як «більш рокерський і зухвалий», він отримав змішані відгуки, з 54% рейтингом на Metacritic, а Billboard заявив, що альбом «не дає простору співачці, щоб комфортно розвернутися». Guilty Pleasure дебютував 12 рядком в Billboard 200, продавши 25,000 копій на першого тижня релізу, архівувати невеликі комерційні виступи в порівнянні з її дебютним альбомом. Пісня «It's Alright, It's OK» вийшла другим головним синглом з альбому в квітні в радіоефірі та цифрових форматах. Другий сингл, «Crank It Up», пізніше вийшов у жовтні. Для альбому «Guilty Pleasure» були написані кілька пісень, які згодом не були реалізовані: «If My Life Was A Movie» (укр. «Якби моє життя було фільмом»), «Shopaholic» (укр. «Шопоголік»), "History «(укр.» Історія ").
Тісдейл зіграла головну роль Бетані Пірсон в сімейному художньому фільмі 2009 року «Прибульці на горищі» кінокомпанії 20th Century Fox, старшу сестру в родині, і хоча вона за титрами одна з головних героїв, The New York Times писав: «Тісдейл немає на екрані фільму більшу частина часу». Фільм мав середній успіх в бокс офісі, заробивши $ 60 мільйонів у світовому прокаті.

### 2010-2012
У 2010 році ім'я Ешлі Тісдейл було пов'язано з численними майбутніми проєктами. Було оголошено, що Тісдейл відібрана на фільм «Неспляча Красуня» і в ремейк фільму 1989 року «Маленька чаклунка». Її участь на каналі The CW Television Network в пілотнії серії серіалу «Пекельні кішки» було анонсовано на березень, тоді як The Hollywood Reporter доповів, що Тісдейл заявлена на знімання другої головної ролі Савани Монро, енергійної і наполегливої Капітанки команди Hellcats. Прем'єра спіноф фільму «Класний мюзикл» з назвою «Неймовірна пригода Шарпей» була призначена на Disney Channel на літо 2011 року, в ньому Тісдейл знову зіграла свою роль Шарпей Еванс, а також була виконавчою продюсеркою. Тісдейл і її продюсерська компанія підписали в 2010 році багаторічний контракт з Relativity Media на створення і продюсування серіалів
На початку 2012 року Тісдейл запросили на фотосесію для бренду купальників OP. Вже навесні їх можна було купити в мережі магазинів Walmart. У лютому вона знялася в серіалі Raising Hope в епізоді до Дня Святого Валентина, в який її запросили ще в 2011 році. Ще її запросили на головну роль до серіалу на каналі CBS Untitled Spike Feresten/Louis CK Project продюсером якого є Louis C.K.  20 вересня 2012 року стало відомо, що  Тісдейл запросили у нову анімацію під назвою The Great Migration разом з колегою по Шкільному мюзиклу і найкращою подругою Ванесою Гадженс, Кендом Шмідтом і Логаном Ханднроном з Big Time Rush і зіркою серіалу Милі ошуканки і фільму Відв'язні канікули Ешлі Бенсон. 1 жовтня стало відомо, що Тісдейл озвучуватиме головну роль, а саме Сабріну у новій анімації Сабріна: Секрети юної відьми, реліз якої заплановано на літо 2013 року.

### З 2013 року
Брала участь у фільмі «Дуже страшне кіно 5». Вона грає Джоді, танцюристку і матір двох дітей, одну з головнихролей в фільмі. У січні 2013 року була запрошена до фільму з Ніколасом Кейджем Left Behind, як Хлоя Стіл, молода жінка, яка блукає Америкою і шукає решту своєї сім'ї. У квітні почався промо тур на підтримку Дуже страшне кіно 5, тому Тісдейл 10 квітня з'явилася в шоу Live with Kelly and Michael, а 12 квітня в EXTRA TV with Mario Lopez. В серпні стало відомо, що Тісдейл не гратииме в фільмі Left Behind через скандал.
Гонорар Тісдейл за «Donnie Darko» склав 250 000 доларів. Гонорар за «The Suite Life of Zack and Cody» — 35 000 доларів за епізод, гонорар за «Шкільний мюзикл» склав 1 мільйон доларів.
Пісня «He said she said» звучить у фінальних титрах фільму «Добийся успіху 4: Все за перемогу».

## Фільмографія

### Акторка
| Рік  | Назва                                    | Роль            | Примітка                                                                                                   |                           |
| ---- | ---------------------------------------- | --------------- | --- | ------------------------- |
| 1998 | Всі пси святкують Різдво                 |                 | Озвучка |                           |
| 1998 | Пригоди Фліка                            | Мурашка-скаут   | Озвучка |                           |
| 2001 | Донні Дарко                              | Кім             | |                           |
| 2001 | Вибір Натана                             | Стефані         | |                           |
| 2002 | The Mayor of Oyster Bay                  | Дженніфер       | Тв-фільм                                                                                                   |                           |
| 2006 | Шкільний мюзикл                          | Шарпей Еванс    | Disney Channel Original Movie                                                                              |                           |
| 2006 | Шепіт серця                              | Юко Харада      | Озвучка |                           |
| 2007 | Шкільний мюзикл: Канікули                | Шарпей Еванс    | Disney Channel Original Movie                                                                              |                           |
| 2007 | Добийся успіху: Все за перемогу          | Саму себе       | Відео |                           |
| 2008 | Крізь об'єктив                           | Менді Гілберт   | ABC Family Original Movie виконавча продюсерка, головна роль                                               |                           |
| 2008 | Шкільний мюзикл: Випускний               | Шарпей Еванс    | |                           |
| 2009 | Прибульці на горищі                      | Бетані Пірсон   | |                           |
| 2011 | Фінес и Ферб: Підкорення 2-го виміру     | Кендіс Флінн    | Озвучка |                           |
| 2011 | Неймовірні пригоди Шарпей                | Шарпей Еванс    | Disney Channel Original Movie виконавча продюсерка, головна роль                                           |                           |
| 2012 | Before We Made It                        | Петра           | ТВ-фільм, Підготовка до виробництва (також знаний як Boomtown та Untitled Spike Feresten/Louis CK Project) |                           |
| 2013 | Дуже страшне кіно 5                      |                 | Зйомки, Підготовка до виробництва                                                                          |                           |
| 2013 | A Many Splintered Thing                  |                 | Зйомки, Підготовка до виробництва                                                                          |                           |
| 2014 | Sabrina the Teenage Witch                | Сабріна Спелман | Підготовка до виробництва                                                                                  |                           |
| 2014 | Phineas and Ferb: Mission Marvel         | Кендіс Флінн    | Озвучка, Підготовка до виробництва                                                                         |                           |
| 2014 | Left Behind                              | Хлоя Стіл       | Підготовка до виробництва                                                                                  |                           |
| 2015 | The Great Migration                      |                 | Озвучка, Підготовка до виробництва                                                                         |                           |
| TBA  | Неспляча красуня                         |                 | Підготовка до виробництва                                                                                  |                           |
| TBA  | Маленька чарівниця                       | Луіс Міллер     | Підготовка до виробництва                                                                                  |                           |
| TBA  | After Midnight                           |                 | Озвучка, Підготовка до виробництва                                                                         |                           |
| TBA  | Misfits Christmas                        |                 | Підготовка до виробництва                                                                                  |                           |
| TBA  | Touch A New Day                          | Лейтон Джонсон  | Disney Channel Original                                                                                    |                           |
| TBA  | Holly, Jingles and Clyde 3D              | Елізабет        | підготовка до виробництва                                                                                  |                           |
| TBA  | Jonah & the Whale                        | Mason           | підготовка до виробництва                                                                                  |                           |
| TBA  | The Last First Time                      | Міранда         | Підготовка до виробництва                                                                                  | Головна роль (22 епізоди) |
| TBA  | Ток шоу з Фінесом і Фербом               | Кендіс          | Головна роль (20 епізодів)                                                                                 |                           |
| 2011 | The Suite Life on Deck                   | Медді Фіцпатрік | «London Gets Pranky»                                                                                       |                           |
| 2011 | Toddlers and Tiaras: Where Are They Now? | Маккензі        | |                           |
| 2012 | Raising Hope                             | Mary Louise     | «Jimmy's Fake Girlfriend» (Season 2, episode 14)                                                           |                           |
| 2012 | Припанковані                             | Себе            | «Nick Cannon/New Boyz/Ashley Tisdale/Demi Lovato» (Season 9, episode 6)                                    |                           |
| 2012 | Сини анархії                             | Емма Джин       | «Laying Pipe» «Sovereign»                                                                                  |                           |
| 2013 | Live with Kelly and Michael              | Себе            | |                           |
| 2013 | EXTRA TV with Mario Lopez                | Себе            | |                           |
| 2013 | Сабріна: Секрети Юної Відьми             | Сабріна Спелман | Озвучка, Підготовка до виробництва                                                                         |                           |
| 2013 | Супер Весела Ніч                         | Жасмін          | Підготовка до виробництва                                                                                  |                           |
| 2020 | Фінеас і Ферб: Кендес проти Всесвіту     | Кендіс          | Озвучка |                           |
| TBA  | Under Construction                       |                 | Підготовка до виробництва, головна роль                                                                    |                           |

### Продюсерка
| Рік  | Назва                     | примітки                                                 |
| ---- | ------------------------- | -------------------------------------------------------- |
| 2006 | Дещо про Ешлі             | (Короткометражний документальний фільм) (співпродюсерка) |
| 2008 | Крізь об'єктив            | також головна роль у фільмі                              |
| 2008 | Неймовірні пригоди Шарпей | також головна роль у фільмі                              |
| 2012 | Miss Advised              |                                                          |
| 2012 | The Keys                  |                                                          |
| 2013 | Meet Cute                 |                                                          |
| 2013 | Mr. Right                 |                                                          |
| 2013 | Cloud 9                   | разом з каналом Дісней                                   |
| TBA  | Under Construction        | Підготовка до виробництва, також головна роль            |

### DVD
| Рік  | Назва                                                               | Роль            |
| ---- | ------------------------------------------------------------------- | --------------- |
| 2006 | High School Musical Remix Edition                                   | Шарпей Еванс    |
| 2006 | Suite Life of Zack & Cody: Taking Over the Tipton                   | Медді Фіцпатрік |
| 2007 | Дещо про Ешлі                                                       | Сама себе       |
| 2007 | Добийся успіху: Все за перемогу                                     | Сама себе       |
| 2007 | High School Musical - The Concert - Extreme Access Pass             | Шарпей Еванс    |
| 2007 | High School Musical 2 extented edition                              | Шарпей Еванс    |
| 2007 | Phineas & Ferb: The Fast & The Phineas                              | Кендіс Флінн    |
| 2008 | High School Musical Encore/ High School Musical 2 (Duo Pack)        | Шарпей Еванс    |
| 2008 | That's So Suite Life of Hannah Montana                              | Медді Фіцпатрік |
| 2008 | Wish Gone Amiss                                                     | Медді Фіцпатрік |
| 2008 | The Suite Life of Zack and Cody (Vol. 2) - Sweet Suite Victory      | Медді Фіцпатрік |
| 2008 | Suite Life of Zack & Cody: Lip Synchin in the Rain                  | Медді Фіцпатрік |
| 2008 | High School Musical 2: Dance Edition                                | Шарпей Еванс    |
| 2008 | High School Musical Concert/High School Musical: Jump In (Duo Pack) | Шарпей Еванс    |
| 2009 | Крізь об'єктив                                                      | Менді Гілберт   |
| 2009 | High School Musical 1-3 and DVD Game Box Set                        | Шарпей Еванс    |
| 2009 | High School Musical 3: Senior Year                                  | Шарпей Еванс    |
| 2009 | Phineas & Ferb 2: Daze of Summer                                    | Кендіс Флінн    |
| 2010 | Прибульці на горищі                                                 | Бетані Пірсон   |
| 2010 | Phineas & Ferb: Very Perry Christmas                                | Кендіс Флінн    |
| 2012 | Неймовірні пригоди Шарпей                                           | Шарпей Еванс    |
| 2012 | Phineas & Ferb the Movie: Across the 2nd Dimension                  | Кендіс Флінн    |
| 2012 | Phineas & Ferb: The Perry Files                                     | Кендіс Флінн    |

### Blu-Ray
| Рік  | Назва                 | Роль          |
| ---- | --------------------- | ------------- |
| 2007 | High School Musical 2 | Шарпей Еванс  |
|      | Picture This          | Менді Гілберт |
| 2012 | Whisper Of The Heart  | Юко Харада    |

## Дискографія
- 2007: Headstrong
- 2009: Guilty Pleasure
- 2019: Symptoms

## Тури
- High School Musical: The Concert (November 30-January 29 2006; May 15-May 30 2007)
- Headstrong Tour Across America (mall tour) (October 14-December 22 2007)
- Guilty Pleasure European promo tour (Березень 2009)
- Guilty Pleasure Promo radio tour (США) (Травень 2009)

## Кар'єра моделі
Ешлі Тісдейл була обличчям деяких брендів і знялася в понад 100 рекламних роликах. Вона була моделлю Форд. У жовтні 2007 року Тісдейл підписала контракт з Ecko Red. Вона виступала на кожному показі мод. 2008 року працювала з Huckleberry Toys, обмежене видання її ляльок. Вона з'явилася в рекламі Toys "R" Us, T-Mobile і розіграші кампанії «Geared 4 School» Staples, Inc. Була обличчям дезодоранту Degree girl і записала багато відео для просування продукту, зокрема кілька кавер версій хітів 1980-х. 2009 року підписала п'ятирічний контракт з італійською лінією одягу Puerco Espin для просування товарів. 2011 року Тісдейл була обличчям Hollywood Era, а навесні 2012 року стала обличчям марки одягу OP.
| Бренди: - 2006: «Pink Twinkle» - 2006: «Tooth Tunes» - 2007: «Got milk» (разом із Шкільний мюзикл) - 2008: «ECKO RED» - 2008: «Huckleberry Toys» - 2009: «PUERCO ESPIN» - 2010: «JCP TEEN» - 2011: «Hollywood Era» - 2011: «Got milk» - 2012-2013: «Op Ocean Pacific» | Реклама: - 1987: «JC PENNY» - 2006: «Tooth Tunes» - 2006: «Verb» - 2008: «T-mobile» - 2008: «ECKO RED» - 2008: «Toys R Us» - 2008: «Staples» — (Geared 4 School) (реклама-розіграш) - 2008: «Degree girl» - 2011: «Got Milk» |

## Філантропія
Ешлі витрачає свій час і зусилля, на допомогу людям. Незалежно від вимог свого щільного графіка, Ешлі щорічно знаходить спеціальний час, щоб віддати місця де потрибують допомоги. Тісдейл брала участь в UGG Australia's 6th Annual Art and Sole sale на підтримку St. Jude Children's Research Hospital.. Ешлі та її колеги по Шкільному мюзиклу відвідали хворих дітей з Make-A-Wish Foundation. Тісдейл брала участь у Hope for Haiti Now telethon на підтримку Hope for Haiti Now Relief Fund, і підтримувала A Home In Haiti під час першого аукціону TwitChange. 2009 року Ешлі стала волонтером у благодійній компанії Get on the Bus. Ешлі брала участь у 1st Annual Itty Bitty Art Sale, 2st Annual Itty Bitty Art Sale і 3nd Annual Itty Bitty Art Sale і була призначена для листівок Bitty Art Sale, для Pluralistic School в 2009–2011 роках. Ешлі брала багато разову участь у “A Time For Heroes” 2005–2007 і 2011 році на честь Elizabeth Glaser Pediatric AIDS Foundation.У 2011 Ешлі відвідала 2nd Annual Lindt Gold Bunny Celebrity Auction в підтримку Autism Speaks. Ешлі відправила 2 своїх автографа на фото з фотосесії для журналу ZOOEY в Японію для підтримки Red Cross.Ешлі відвідала 6th Annual Day of Beauty в підтримку LA Children's Hospital. 2012 року Ешлі разом зі своєю бабусею, яка хворіла на рак молочної залози, знялися у ролику для благодійної кампанії Puma Project Pink, яка бориться з раком. В лютому 2013 Ешлі взяла участь у Green Works New Campaign, яка допомагає рятувати екологію.
Ешлі Тісдейл підтримує багато фондів для допомоги:
- «Alzheimer's Association»
- «Candie's Foundation»
- «Clothes Off Our Back»
- «Habitat For Humanity»
- «Make-A-Wish Foundation»
- «Special Olympics» (пожертвувала прибутки від A Very Special Christmas: Volume 7)
- «St. Jude Children's Research Hospital»
- «Variety Power Of Youth»
- «Elizabeth Glaser Pediatric AIDS Foundation»
- «The City of Hope Children's Hospital»
- «Hope for Haiti Now Relief Fund»
- «The Elephant Project»
- «CARE»
- «Autism Speaks»
- «Make A Wish Grant» (2011)
- «Red Cross» (2011)
- «Starlight Foundation Wish»
- «LA Children's Hospital»

## Нагороди і номінації
| Рік  | Нагорода                                   | Категорія                                  | Робота                                                          | Результат    |
| ---- | ------------------------------------------ | ------------------------------------------ | --------------------------------------------------------------- | ------------ |
| 2006 | Billboard Music Award                      | Саундтрек року                             | Шкільний мюзикл (Разом з головним акторським складом)           | Перемога     |
| 2006 | Billboard Music Award                      | Альбом року                                | Шкільний мюзикл (Разом з головним акторським складом)           | Номінація    |
| 2006 | American Music Awards                      | Найкращий поп-альбом                       | Шкільний мюзикл (Разом з головним акторським складом)           | Номінація    |
| 2006 | Primetime Emmy Awards                      | Видатні Дитяча програма                    | Шкільний мюзикл (Разом з головним акторським складом)           | Перемога     |
| 2007 | Nickelodeon UK Kids' Choice Awards         | Найкраща ТВ акторка                        | The Suite Life of Zack & Cody                                   | Перемога     |
| 2007 | Premios Oye!                               | Виконавець - міжнародний прорив            | Headstrong                                                      | Номінація    |
| 2007 | American Music Awards                      | Улюблений саундтрек                        | Шкільний мюзикл: Канікули (Разом з головним акторським складом) | Перемога     |
| 2008 | Nickelodeon Australian Kids' Choice Awards | Улюблена інтернаціональна тв зірка         | The Suite Life of Zack & Cody                                   | Номінація    |
| 2009 | MTV Movie Award                            | Кінонагорода MTV за найкращий прорив року  | Шкільний мюзикл: Випускний                                      | Перемога     |
| 2009 | Teen Choice Awards                         | Найкраща актриса: Музика/танці             | Шкільний мюзікл: Випускний                                      | Номінація    |
| 2009 | Teen Choice Awards                         | Вибір фільму: Музика/танці                 | Шкільний мюзікл: Випускний                                      | Перемога     |
| 2009 | Teen Choice Awards                         | Літо: Кінозірка — дівчина                  | Прибульці на горищі                                             | Номінація    |
| 2009 | Los Premios MTV Latinoamerica              | Найкращий живий виступ                     | It's Alright, It's OK                                           | Номінація    |
| 2009 | Los Premios MTV Latinoamerica              | Найкращий новий інтернаціональний артист   | Guilty Pleasure                                                 | Номінація    |
| 2014 | Daytime Emmy Awards                        | Видатний виконавець в анімаційній програмі | Сабріна: Секрети Юної Відьми                                    | Номінація    |
| 2014 | Young Hollywood Awards                     | Зірка соціальних медіа                     | Сама                                                            | В очікуванні |

## Рейтинги
Ешлі Тісдейл з'являлася у багатьох рейтингах:
| Рік  |             | Категорія                              | Позиція | Примітка                |
| ---- | ----------- | -------------------------------------- | ------- | ----------------------- |
| 2008 | «Maxim»     | «Hot 100»                              | #10     |                         |
| 2008 | «Forbes»    | «The Celebrity 100»                    | #94     |                         |
| 2008 | «Forbes»    | «The World's Most Powerful Teen Stars» | #94     |                         |
| 2009 | «Maxim»     | «Hot 100»                              | #79     |                         |
| 2009 | «Seventeen» | «Style Styre»                          | —       | найстильніша зірка року |
| 2010 | «PopCrunch» | «The 100 Hottest Women»                | #79     |                         |
| 2010 | «PopCrunch» | «The 50 Hottest Women of Twitter»      | #25     |                         |
| 2010 | «Seventeen» | «Style Styre»                          | —       | найстильніша зірка року |
| 2010 | «FHN»       | «100 Sexiest Women in the World»       | #31     |                         |
| 2013 | «Maxim»     | «Hot 100»                              | #7      |                         |